# Tyrant Eyes
Tyrant Eyes — немецкая пауэр-метал-группа, сформированная в 1993 году.

## История
Музыкальный коллектив Tyrant Eyes был сформирован в 1993 году. Год спустя вышла одноимённая пятипесенная демо-лента, а в 1995 году последовала ещё одна под названием War and Darkness, на этот раз содержавшая четыре композиции, в том числе две баллады. Постепенно команда набирает обороты и заполучает определённую долю известности на местной сцене, чему способствуют удачные концертные выступления на "разогреве" у всемирно известных групп. Так, 27 сентября 1997 года Tyrant Eyes открывали выступление группы Saxon. Данное выступление было записано на видеоплёнку и впоследствии легло в основу VHS-релиза Live Impressions. Осень 1998 года команда отправляется в студию House of Audio и записывает дебютный альбом Book of Souls. На тот момент состав группы выглядел следующим образом: Алекс Реймунд — вокал, Маркус Аменд — гитара, Михаэль Апфель — бас, Саша Тилгер — ударные и Юрген Бормут — клавишные. Запись заинтересовала лейбл B.O. Records, который и выпустил релиз в конце января 2000 года. Релиз имел положительные лицензии, однако найти новый лейбл для издания будущего материала группе не удалось.
Решив всё делать своими силами, Tyrant Eyes снова отправляются в House of Audio и летом 2001 года записывают альбом The Darkest Hour. Поиски выпускающей компании продлились до начала 2003 года, когда по достигнутой договорённости со Scarlet Records последний выпустил релиз в конце января 2003 года.

## Участники

### Настоящий состав
- Даниэл Фройнд (Daniel Freund) — вокал
- Маркус Аменд (Marcus Amend) — гитара
- Штефан Ковалски (Stefan Kowalski) — гитара
- Михаэл Апфел (Michael Apfel) — бас
- Михаэл Манн (Michael Mann) — клавишные
- Саша Тилгер (Sascha Tilger) — ударные

### Бывшие участники
- Лидия Шпренгард (Lydia Sprengard) — вокал (2018-2021)
- Мехмет Булут (Mehmet Bulut) — вокал (2006—2008)
- Клаудиус Бормут (Claudius Bormuth) — вокал (2009–2018)
- Алекс Реймунд (Alex Reimund) — вокал (1993-2006)
- Макс Лассманн (Max Lassmann) — бас (2007–2012)
- Юрген Бормут (Jürgen Bormuth) — клавишные (1994–2013)

## Дискография
- 1994 — Tyrant Eyes (демо)
- 1995 — War and Darkness (демо)
- 1997 — Live Impressions (VHS)
- 2000 — Book of Souls
- 2003 — The Darkest Hour
- 2011 — The Sound Of Persistence